# Апарат для підготовки пульпи

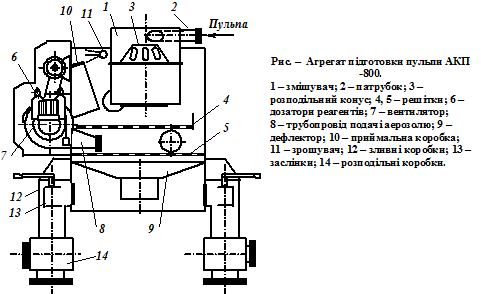

Апарат для підготовки пульпи — належить до допоміжного флотаційного обладнання. Агрегати підготовки пульпи АКП-800 («Каскад») та АКП-1600 застосовуються на вуглезбагачувальних фабриках для кондиціонування пульпи перед флотацією. За принципом дії агрегати АКП-800 та АКП-1600 подібні.

## Агрегат підготовки пульпи АКП-800
Вихідна пульпа по патрубку 2 надходить у циліндричний змішувач 1 і через отвори розподільного конуса 3 рівномірно розтікається по решітці 4 з щілинами розміром 8 мм. Потоки пульпи, що пройшли через решітку 4, потрапляють на решітку 5 з отворами 15—20 мм. Реагенти від дозаторів 6 надходять у вентилятор 7. На маточині ротора вентилятора насаджені штирі, що розбивають реагенти на дрібні краплі, які разом із потоком повітря перетворюються в аерозоль. Аерозоль по трубопроводу 8 надходить у дефлектор 9, звідки потік повітря спрямовується вгору до всмоктувального отвору коробки 10 і далі повертається у вентилятор. Таким чином, повітряний потік в агрегаті замикається. Дефлектор 9 слугує для рівномірного розподілу потоку аерозолю по всій площі апарата. При перетинанні потоку пульпи краплі реагенту адсорбуються на поверхні твердих частинок. Для промивання водою коробки 10 слугує зрошувач 11. При протіканні через отвори решіток 4 і 5 пульпа розбризкується і частково аерується потоком повітря. Кондиціонована пульпа розподіляється через зливні коробки 12 з поворотними заслінками 13. Далі кондиціонована пульпа через розподільні патрубки 14 надходить до флотомашин. 
Продуктивність агрегату АКП-800 становить до 800 м3/год., агрегату АКП-1600— до 1600 м3/год.

## Технічні характеристики агрегатів підготовки пульпи
